# Islandské jméno

Jednoduchý rodokmen znázorňující otce s dvěma dětmi naznačující jak většinou probíhá získání patronymického jména na Islandu

Islandská jména (islandsky je osobní jméno mannanafn, pl. -nöfn) se skládají nejčastěji ze dvou částí, z rodného a patronymického jména (případně matronymického). Dědičná příjmení se na Islandu vyskytují jen zcela výjimečně. Nakládání s osobními jmény je na Islandu upraveno zákonem o osobních jménech č. 45 ze 17. května 1996.

## Části jména

### Rodné jméno
Islanďané zpravidla dostávají při narození několik jmen dvou kategorií, rodné („křestní“) jméno (islandsky eiginnafn, tj. vlastní) a volitelně i střední jméno. Dohromady může mít Islanďan podle zákona z roku 1996 nejvýše tři jména (do toho počtu se započítává i střední).
Výběr rodných jmen ovlivňují striktní pravidla daná legislativou. Podle zákona má dítě obdržet jméno do 6 měsíců, dostat ho může skrze křest v islandské státní církvi, jiné náboženské společnosti, nebo vyrozuměním Þjóðskrá Íslands (Islandský registr, tedy matriční úřad). Všechna jména musí být zanesena v registru osobních jmen (mannanafnaskrá – ten obsahuje přes 3500 dívčích a chlapeckých jmen), přičemž jména, která v registru nejsou, musejí být schválena výborem pro osobní jména (Mannanafnanefnd). Aby jméno mělo šanci na schválení, musí obsahovat pouze znaky islandské latinky a musí být v islandštině sklonné. V médiích se objevily případy nevyjasněné, kdy rodiče dali dětem nevyhovující jméno, přičemž děti měly přechodně v úředních dokumentech uvedeno místo jména Stúlka (islandsky „dívka“ pro dívku), nebo Drengur (chlapec).

#### Oblíbená rodná jména:
| Pořadí | mužské                      | počet | ženské                   | počet |
| ------ | --------------------------- | ----- | ------------------------ | ----- |
| 1      | Jón                         | 5371  | Guðrún                   | 4953  |
| 2      | Sigurður                    | 4321  | Anna                     | 4461  |
| 3      | Guðmundur                   | 4056  | Sigríður                 | 3615  |
| 4      | Gunnar                      | 3201  | Kristín                  | 3607  |
| 5      | Ólafur/Olav                 | 2837  | Margrét/Margrjet/Margret | 2994  |
| 6      | Einar                       | 2500  | Helga                    | 2805  |
| 7      | Kristján/Kristian/Christian | 2373  | Sigrún                   | 2591  |
| 8      | Magnús                      | 2367  | Ingibjörg                | 2261  |
| 9      | Stefán/Stefan               | 2179  | Jóhanna                  | 1988  |
| 10     | Jóhann                      | 1974  | María                    | 1937  |

### Střední jméno
Střední jméno (millinafn) je druhý typ daného jména, který Islanďan může dostat (dostat ho může pouze s alespoň jedním rodným jménem). Zatímco rodné jméno je dosti přísně regulováno, střední je poněkud volněji regulováno (na rozdíl od obdobného institutu v jiných kulturách, je střední jméno vedle chlapeckých rodných jmen a dívčích rodných jmen rozeznáváno jako zvláštní kategorie jmen). U něho se nerozlišuje rod, a protože dále nevstupuje do islandského systému jmen, nemusí být schopné nabývat genitivní tvar.
Islanďané střední jméno pro běžnou praxi často nevyužívají. Známým uživatelem je Jón Gnarr (mimo jiné kritik současného systému), jehož užívané jméno sestává z rodného a středního jména.

### Ostatní jména
Skupina islandských jmen (islandsky nazývané kenninafn, volně přeloženo „poznávací, rozeznávací“ jména), která doplňují jména daná, je v kontextu příjmení zbytku Evropy značně nezvyklý. Největší skupinu jmen stojících při rodném (a středním) jménu tvoří funkční patronyma (případně matronyma). Jména po rodičích podobné struktury se objevovala v kulturách celého skandinávského prostoru, avšak v ostatních zemích tohoto prostoru bylo užívání patronym opuštěno a nahrazeno, ať už fixací původních patronym, nebo adaptací jiných dědičných rodinných jmen (ovšem v nedávné době v některých skandinávských zemích došlo k návratu k této starší praxi – na Faerských ostrovech byla praxe podobná jako na Islandu opětovně umožněna zákonem z roku 1992 a Dánsko tuto možnost umožnilo zákonem s účinností od roku 2006). Příjmení v užším smyslu, tedy ve významu rodinného jména, sice systém zná, nicméně tvoří pouhý zlomek.

#### Patronymum (matronymum)
Nejčastějším typem jména stojícího při rodném či středním jméně je patronymum (islandsky föðurnafn), případně matronymum (móðurnafn). Konkrétně na Islandu k vytvoření patronyma dochází připojením koncovky -son v případě syna a -dóttir v případě dcery ke genitivnímu tvaru jména otce, matky, nebo obou rodičů. Toto jméno se v průběhu života nemění a potomstvo ho nepřejímá.
Zákon uvádí možnost přijmout jméno po otci či matce jako zcela ekvivalentní, nicméně jméno po otci je stále výrazně běžnější, přijetí matronyma je méně časté (výchozí je v případě, že není paternita jednoznačně určená, ale i v případě definitivního nepotvrzení otce je možné přijmout patronymické jméno odvozené od jména děda). Mezi známé nositele jména po matce patří fotbalista Heiðar Helguson a spisovatelka Guðrún Eva Mínervudóttir, jméno po matce měl ale například středověký básník Eilífr Goðrúnarson. Je také možnost přijmout jméno po obou rodičích, jak nosí například politik Dagur Bergþóruson Eggertsson, nebo zpěvák Örvar Þóreyjarson Smárason.

#### Rodinné jméno
Osobní jména typu rodinného jména (islandsky ættarnafn), tedy příjmení v užším slova smyslu jak se chápe v českém prostředí, představují na Islandu úplnou menšinu a jsou považována za výjimku. Rodinná jména se objevila snad v 17. století, v 19. století se užívání pod dánským vlivem stalo oblíbené. Zároveň od konce 19. století se začaly objevovat puristické snahy o odstranění těchto jmen jakožto neislandských. Na Islandu nakonec zvítězila puristická skupina, která prosadila roku 1925 zákon (v Althing stranu zastupoval zejména Bjarni Jónsson frá Vogi)  zakazující užívání rodinných jmen. Možnost svobodně přijmout rodinné jméno využil např. spisovatel Halldór Laxness, dále např. Guðmundur Kamban. Zákon sice zakázal  přijímat nová jména, nicméně  potvrdil právo jména zdědit (buď po  islandském předkovi, který jméno přijal před rokem 1925, nebo po  rodiči cizinci). Mezi takovéto dědice dnes patří např. Geir Haarde, Eiður Guðjohnsen.

## Užívání jmen
Užívání kombinace rodného jména a patronyma (matronyma) je poněkud podobné užívání kombinace v ruském prostředí (Ivan Petrovič). Rodné jméno je hlavním jménem a jméno patronymické je doplňkovým, oproti situaci v Rusku ale žádné rodinné jméno na Islandu zpravidla nenásleduje, takže rodné jméno je hlavní za všech okolností (rodné jméno je zpravidla užíváno jako hlavní i u nepočetných nositelů rodinných jmen). Například na místech, kde jsou seznamy lidí řazených podle abecedy (telefonní seznamy) se řadí podle rodného jména, poté případně podle dalších jmen (protože kombinace často nezajišťuje dostatečnou identifikace, uvádí se někdy jako doplňující identifikační údaj i profese).
V běžném užívání se užívá pouze jedno jméno (tedy rodné jméno). Pokud by se v jedné komunikaci objevili dva lidé stejného jména (např. Jón), pak se používá zkrácené patronymické jméno bez koncovky -son/-dóttir (tedy genitiv jména). Například pokud by se jednalo o Jóna Stefánssona a Jóna Þorlákssona, tak byly označování „Jón Stefáns“ a „Jón Þorláks“. V podobném smyslu může být vedle rodného jména užito středního jména.

## Kontroverze a kritika systému
Pravidla nastavená na Islandu zákonem o osobních jménech jsou velmi striktní, což vyvolává i kritiku a problémy. Mezi známé odpůrce zákona patří bývalý starosta Reykjavíku Jón Gnarr, který se mimo jiné vyjádřil ve smyslu „Je to neférové a přihlouplé. Navíc to omezuje kreativitu.“ Mediálně známý se stal případ dívky Blær Bjarkardóttir Rúnarsdóttir narozené 1998, které nechtěl výbor potvrdit jméno Blær jako údajně pouze mužské (islandské apelativum blær je rodu mužského a má význam „lehký vánek“, ovšem jméno užil islandský spisovatel Laxness v románu Rybí koncert pro jednu svoji ženskou postavu), v roce 2013 rozhodl soud ve prospěch dívky. Medializován byl případ Duncana a Harriet Cardewových (sourozenců, kteří se narodili na Islandu Britovi a Islanďance) – jejich jména nejsou výborem rozeznána jako islandská, tak oba používali pas se „jmény“ Drengur a Stúlka, ovšem když rodiče chtěli prodloužit v roce 2014 Harriet pas, byli odmítnuti a kvůli vycestování jim byl poskytnut dočasný britský pas.

## Užívání islandských jmen mimo Island
Naznačená odlišnost islandského systému (užívání funkčních patronym, praktická neexistence rodinných jmen a s tím související užívání rodného jména jako hlavního jména) od zbytku západního světa činí jisté potíže při užívání tohoto systému mimo Island. Velká komunita islandských migrantů žije v kanadské Manitobě, kde Islanďané většinou opustili islandský systém a rodiny přijaly patronymum prvního migranta jako svoje rodinné jméno.
Pokud jde o texty (které pracují s islandskými jmény mimo Island), také často opouštějí islandský systém, konkrétně hlavním jménem se stává poslední jméno (tedy patronymum, což sice nemá opodstatnění v islandském systému, nicméně nepoučený západní čtenář očekává, že hlavní jméno bude poslední).
V češtině ještě přistupuje problém přechylování. Islandská jména jsou v tomto ohledu považována za problematická a doposud není shoda, jak s nimi správně nakládat. Praxe je taková, že v běžných textech je přechylování (v tomto případě mechanické připojení koncovky -ová k poslednímu jménu Islanďanky) velmi produktivní. Na druhé straně se nedoporučuje přechylovat jména Islanďanek, zvlášť je-li text určen čtenářům, u nichž se předpokládá znalost germánských jazyků. V takovém případě je doporučeno spokojit se s pouhým vyznačením rodu Islanďanky pomocným slovem (např. paní Birgitta Garðarsdóttir). Čtenáři znající tyto jazyky přechylování islandských jmen někdy odmítají. U autorů zabývajících se Skandinávií se často přechylování islandských jmen skutečně neobjevuje.